# Detecció homodina

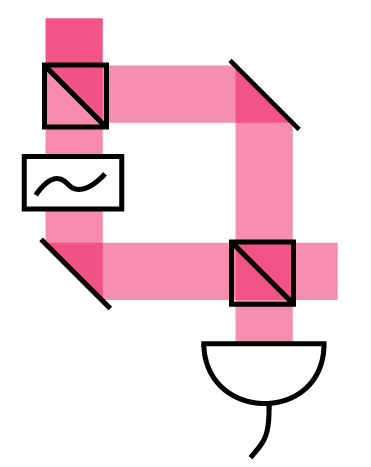
Detecció òptica d’homodins

En enginyeria elèctrica, la detecció homodina és un mètode per extreure informació codificada com a modulació de la fase i / o freqüència d’un senyal oscil·lant, comparant aquest senyal amb una oscil·lació estàndard que seria idèntica al senyal si portés informació nul·la. "Homodina" significa una única freqüència, en contrast amb les freqüències duals emprades en la detecció heterodina.
Quan s'aplica al processament del senyal reflectit en teledetecció per topografia, la detecció homodina no té la capacitat de detecció heterodina per determinar la mida d’una discontinuïtat estàtica en elevació entre dues ubicacions. (Si hi ha un recorregut entre les dues ubicacions amb una elevació que canvia sense problemes, la detecció homodina en principi pot ser capaç de rastrejar la fase del senyal al llarg del recorregut si el mostreig és prou dens). La detecció homodina és més fàcilment aplicable a la detecció de velocitat.

## En òptica
En interferometria òptica, l' homodina significa que la radiació de referència (és a dir, l'oscil·lador local) es deriva de la mateixa font que el senyal abans del procés de modulació. Per exemple, en una mesura de dispersió làser, el feix làser es divideix en dues parts. Un és l’oscil·lador local i l’altre s'envia al sistema per ser sondejat. La llum dispersa es barreja amb l'oscil·lador local del detector. Aquesta disposició té l'avantatge de ser insensible a les fluctuacions de la freqüència del làser. Normalment el feix dispers serà feble, en aquest cas el component (gairebé) constant de la sortida del detector és una bona mesura de la intensitat instantània de l’oscil·lador local i, per tant, es pot utilitzar per compensar les fluctuacions de la intensitat del làser.

## Tecnologia de ràdio
En tecnologia de ràdio, la distinció no és la font de l'oscil·lador local, sinó la freqüència utilitzada. En la detecció heterodina, l’oscil·lador local es desplaça de freqüència, mentre que en la detecció homodina té la mateixa freqüència que la radiació a detectar. Vegeu receptor de conversió directa.

## Aplicacions
Els amplificadors de bloqueig són detectors homodins integrats en equips de mesura o empaquetats com a equips de laboratori autònoms per a la detecció sensible i el filtratge altament selectiu de senyals febles o sorollosos. La detecció d’homodina / bloqueig ha estat un dels mètodes de processament de senyal més utilitzats en una àmplia gamma de disciplines experimentals durant dècades.
Tècniques homodinas i heterodí s'utilitzen comunament en thermoreflectance tècniques.
En el processament de senyals en algunes aplicacions de la ressonància magnètica, la detecció homodina pot oferir avantatges sobre la detecció de magnitud. La tècnica homodina pot suprimir el soroll excessiu i els components de quadratura no desitjats (fora de fase de 90 °) i proporcionar un accés estable a la informació que es pot codificar en la fase o la polaritat de les imatges.
Un sistema de comunicació segura xifrat es pot basar en la distribució de claus quàntiques (QKD). Un esquema de receptors eficient per implementar QKD és la detecció equilibrada d’homodins (BHD) mitjançant un díode positiu-intrínsec-negatiu (PIN).
La detecció d’homodins va ser una de les tècniques clau per demostrar l'entrellat quàntic.